# Joan Balcells i Garcia
Joan Balcells i Garcia (Barcelona, 2 de gener de 1882 - 26 de maig de 1972) fou un compositor de música per a teatre líric, coral, i sardanes; i fou fundador de l'Orfeó Gracienc.

## Biografia
Fruit del matrimoni entre Gaspar Balcells i Teresa García, inicià la seva formació musical l'any 1899 a l'Escola Municipal de Música de Barcelona estudiant harmonia amb el mestre Antoni Nicolau i contrapunt i fuga amb el mestre Eusebi Daniel, així com amb els mestres Lluís Millet i Joan Lamote de Grignon, amb els quals l'uní una gran amistat. De fet, l'any 1912 va ocupar la plaça de professor de solfeig de la mateixa Escola Municipal de Música de Barcelona, després al Conservatori Superior, i que alhora compaginà amb la de mestre de capella de l'Església de Sant Felip Neri de Barcelona.
L'any 1903 acceptà el càrrec de sotsdirector d'una formació coral que participà en les vetllades del Centre Catalanista de Gràcia. Poc després va assumir el càrrec de director, succeint Josep Cumellas Ribó. Aquest cor s'acabà independitzant del Centre Catalanista i adoptà el nom d'Orfeó Gracienc. El primer concert oficial de l'Orfeó Gracienc com a entitat independent tingué lloc el 15 de maig de 1904 en un acte benèfic celebrat al Teatre Modern, després Coliseu Pompeia. L'Orfeó Gracienc actuà conjuntament amb altres cors de l'Associació de Cors de Clavé i amb el cor d'homes la Filantròpica.
Fou director titular de l'Orfeó Gracienc des de la seva fundació l'any 1904 (de la qual és responsable) fins al 1936 i, en acabar la Guerra Civil fins al 1945, data en què l'abandonà a causa d'una greu malaltia de la vista què el deixa gairebé cec (el substituí Antoni Pérez i Simó). Sota la seva direcció, la coral ratllà a gran altura, com es pot llegir en les seves memòries (L'Orfeó Gracienc i el seu entorn ciutadà) i col·laborà en nombrosos concerts amb l'Orquestra Simfònica de Barcelona i l'Orquestra Pau Casals.
Va aconseguir un gran reconeixement com a director coral a nivell nacional: col·laborà amb personalitats de prestigi nacional, com Eduard Toldrà o Pau Casals, i grans figures dins de l'àmbit internacional com Erich Kleiber o Alfred Cortot. També dirigí la capella dels Pares Filipencs de Gràcia. També era membre fundador de la Germanor d'Orfeons de Catalunya.
Durant els seus anys com a director de l'Orfeó Gracienc, destacava per la diversitat de programes que oferia, la varietat de festivals benèfics i de caràcter catalanista en els quals va participar i, a més a més, la confecció de programacions de caràcter divulgatiu mitjançant conferències, concerts de diversos solistes i altres activitats musicals que van atorgar molt de prestigi a l'Orfeó. A més a més, va escriure memòries molt relacionades amb la gestió de l'Orfeó Gracienc.
A banda del mon coral, Balcells va compondre altres gèneres com per exemple: dues comèdies líriques i sardanes, de fet, es va introduir al món de la sardana en una època quan altres músics dotats tècnicament, com ho era ell, no s'acabaven de decidir a escriure sardanes.
Va contraure matrimoni amb una cosina seva, Rosa Llastarry, membre de l'Orfeó Gracienc. Matrimoni del qual nasqueren quatre fills, dues de les quals, van seguir les petjades del pare en el món de la música: la pianista Maria Teresa i l'arpista Rosa Balcells.
Balcells morí a Barcelona el 26 de maig de 1972. Fou enterrat al Cementiri de les Corts. En commemoració del desè aniversari de la seva mort, l'agost del 1982, l'Ajuntament de Barcelona inaugurà uns jardins al carrer de Sant Salvador de la mateixa ciutat, amb el nom del compositor, i hi instal·là una escultura creada per Rafael Solanich, «Al Mestre Balcells». El 10 de desembre de 2007, a l'Auditori Cullell i Fabra de Barcelona, es van commemorar els 125 anys del naixement del compositor amb un concert en què compartiren programa l'Orfeó Gracienc i la soprano Anna Valls, acompanyada al piano per Lali Solà. El programa, íntegrament centrat en la producció vocal del compositor, incloïa cançons per a veu i piano i obres corals.

## Obra

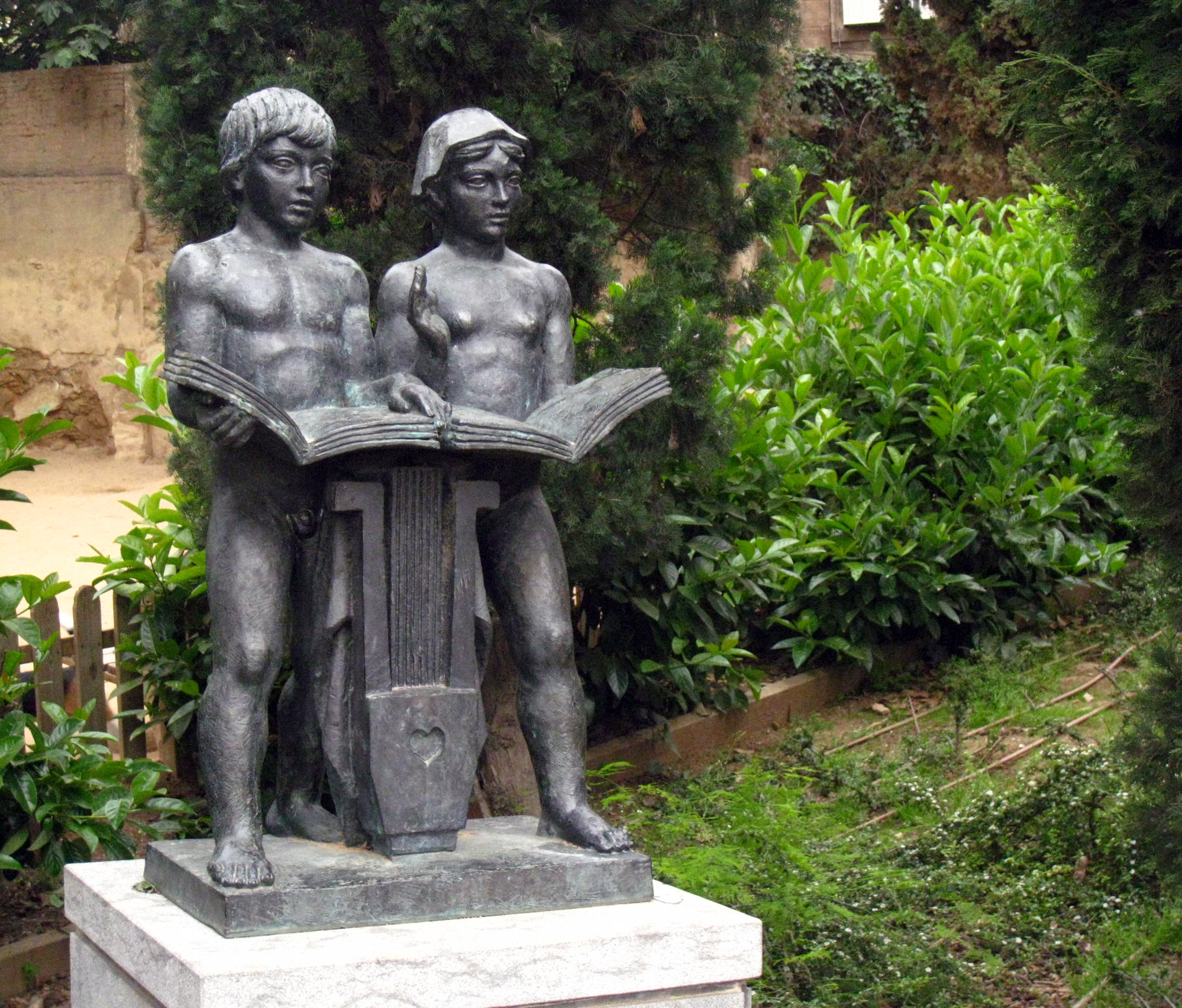
Monument de Rafael Solanich al mestre Balcells, als Jardins del Mestre Balcells, Barcelona

Joan Balcells és autor d'obres de diferents gèneres, entre els quals tenim comèdies líriques, peces corals a veus mixtes i sardanes. A més a més, va arranjar cançons populars per a cor i sardanes. De totes les seves peces sabem que va compondre:
- Música escènica:
  - La baldufa d'or (1923), comèdia lírica, text d'I. Iglesias.
  - Els tres amors del marxant, comèdia lírica, text d'A. C. Juan.
- Música vocal:
  - Cor i acompanyament instrumental:
    - Ascensió (1912), cor masculí o de veus mixtes i acompanyament de cobla, text d'I. Iglesias.
    - La blavor del mar (1913), cor masculí i cobla, text d'I. Iglesias.
    - Corpus (1915), cor de veus mixtes i cobla, text d'en M. Alcàntara i Gusart.

  - Cor a capella:
    - El plany d'una mare (1903), a 7 veus, cor de veus mixtes, text d'en R. Masifern.
    - Cant dels joves (1912), a 6 veus, cor de veus mixtes, text d'en J. Maragall.
    - Truquen els joves (1921), cor masculí, text d'A. Mestre.
    - El campanar del poble (1921), cor de veus mixtes, text d'en F. Cornet.
    - La boira (1921), cor masculí, text d'en J. Maragall.
    - La nostra bandera (1921), cor de veus mixtes, text d'À. Guimerà.
    - Cant de Joventut (1921), cor masculí, text d'en F. Cornet.
    - Cant de maig, cant d'alegria (1921), sardana a 4 veus, cor de veus mixtes, text d'en J. Maragall.
    - Nocturn, a 6 veus, cor de veus mixtes, text d'E. Xammar.
    - Voltant la senyera: himne de l'Orfeó Gracienc, cor de veus mixtes, text d'E. Guanyabéns.

  - Veu i conjunt instrumental:
    - Núvols d'istiu.
    - La peixetera.
    - La maduixaire.
    - Fruit d'amor.
    - Amors de muntanya.

  - Veu i piano:
    - Al cor de Jesús (1901), text d'en J. Verdaguer.
    - La cançó del rossinyol (1902), text d'en C. F. Clavé.
    - El girassol (1902), text d'en J. Verdaguer.
    - Inquietud (1902), text d'en G. A. Bécquer.
    - ¡Mon cor es un libre! (1902), text d'en J. Verdaguer.
    - Els ulls de la Verge (1902) text d'A. B. Fontestà)
    - Del canto azul: melodia para canto y piano (1912).
    - El mariner: melodia per a cant i piano (1912), text d'en C. F. Clavé.
    - A la fira de les roses (1923), text d'en J. M. de Sagarra.
    - Cançó de bressol: fragment de 'La baldufa d'or' (1923), text d'en I. Iglesias.
    - Pressentiments: melodia per cant i piano (1927), text d'en J. Jaumandreu.
- Música instrumental:
  - Sardanes per a cobla:
    - Passionera (1908).
    - Divagant: sardana revessa (1911).
    - Griselda: festa de pastors (1911).
    - Dansa de fades: sardana (1915).
    - Fervorosa: sardana per a cobla (1919).
    - Camí dels Vivencs: sardana (1920).
    - Dalt de la Llubreia: sardana (1920).
    - Sota'ls aliants (1920).
    - Entre esbarzers: sardana revessa (1921).
    - Joiosa: sardana (1921).
    - Flordenèu: sardana per a cobla (1923).
    - Rosa gentil: sardana per a cobla (1923).
    - La font d'en Xaró: sardana (1924).
    - Maria Teresa (1924).
    - Nupcial (1924).
    - Enyorança (1925).
    - Damunt l'herbei: sardana per a cobla (1925).
    - En Gasparó: sardana per a cobla (1925).
    - Festeig: sardana, (1925).
    - Marinada (1925).
    - Solitud: sardana (1925).
    - Tardoral (1925).
    - Records de Núria: sardana per a cobla (1926).
    - Ofrena amical (1927).
    - Romàntica: sardana per a cobla (1935).
    - Apassionada.
    - Balada: sardana llarga per a cobla.
    - El campanar del poble: sardana per a cobla.
    - Evocació: sardana cobla.
    - Fantasiosa: sardana.
    - Festa de pastors: sardana.
    - Gentilesa.
    - Jovenesa.
    - Muntanya amunt.
    - Nydia.
    - Pastorel·la: sardana.
    - Remembrança: sardana llarga.
    - Rosada.
    - Vidalba.
    - Voliana.

  - Altres: 
    - Marxa nº1; marxa nº2, per a cobla.
- Arranjaments:
  - D'altres compositors o anònims:
    - Els segadors: himne català per cor mixte i cobla (1935), harmonització.
    - La nit d'amor: sardana, instrumentació, obra d'E. Morera.

El fons de partitures de Joan Balcells es conserva a la Biblioteca de Catalunya, a més, es conserven obres seves al fons musical de la Catedral de Girona (GiC).